# Triệu phú ổ chuột
Triệu phú ổ chuột (tên tiếng anh: Slumdog Millionaire) là một bộ phim Anh của đạo diễn Danny Boyle, do Christian Colson sản xuất, Simon Beaufoy viết kịch bản và đồng đạo diễn tại Ấn Độ bởi Loveleen Tandan. Bộ phim được chuyển thể từ tiểu thuyết cùng tên năm 2005 của tác giả và nhà ngoại giao Ấn Độ Vikas Swarup.
Được dàn dựng và quay tại Ấn Độ, Triệu phú ổ chuột kể lại câu chuyện của một chàng trai trẻ xuất thân từ khu ổ chuột Juhu ở Mumbai khi cậu tham gia trong trò chơi truyền hình Who Wants to Be a Millionaire? (tức Ai là triệu phú?) phiên bản Ấn Độ (Kaun Banega Crorepati, tiếng Hindi) và trả lời được chính xác tất cả những câu hỏi, vượt quá kỳ vọng của mọi người và khiến người dẫn chương trình lẫn các sĩ quan cảnh sát phải nghi ngờ.
Sau khi ra mắt tại Liên hoan phim Telluride và được trình chiếu sau đó tại Liên hoan phim Quốc tế Toronto và Liên hoan phim Luân Đôn, thoạt đầu Triệu phú ổ chuột chỉ được Fox Searchlight Pictures và Warner Bros. Pictures trình chiếu một cách hạn chế tại Bắc Mỹ vào ngày 12 tháng 11 năm 2008. Bộ phim đã được công chiếu trên toàn thế giới vào ngày 9 tháng 1 năm 2009 tại Anh và 23 tháng 1 năm 2009 tại Hoa Kỳ. Tại Ấn Độ, nó được trình chiếu lần đầu tại Mumbai vào ngày 22 tháng 1 năm 2009.
Triệu phú ổ chuột đã được đề cử 10 giải Oscar 2009 và giành được 8 giải, nhiều nhất trong các bộ phim tham dự giải thưởng năm đó, bao gồm Phim xuất sắc nhất, Đạo diễn xuất sắc nhất, Kịch bản chuyển thể hay nhất, Biên tập phim Xuất sắc nhất, Hòa âm xuất sắc nhất, Quay phim xuất sắc nhất, Nhạc phim hay nhất và Ca khúc trong phim hay nhất.
Bộ phim cũng giành được 5 Giải lựa chọn của Nhà phê bình (Critics' Choice Awards), 4 Giải Quả cầu vàng, và 7 Giải BAFTA, trong đó có Phim Xuất sắc nhất. Triệu phú ổ chuột cũng khơi lên những tranh cãi liên quan đến cách sử dụng ngôn ngữ, cách phác họa chân dung người Ấn Độ và Đạo Hindu và vấn đề chăm sóc cho các diễn viên nhí của phim.

## Nội dung phim
Đặt bối cảnh năm 2006, bộ phim mở màn với cảnh tại Mumbai, một cảnh sát (Irrfan Khan) đang tra tấn Jamal Malik (Dev Patel), một người từng là đứa trẻ đường phố xuất thân từ khu ổ chuột Juhu. Trong cảnh mở đầu, một dòng chữ hiện lên: 
"Jamal Malik còn cách chiến thắng 20 triệu rupee một câu hỏi nữa. Làm sao anh ta làm được vậy? (A) Anh ta gian lận, (B) Anh ta may mắn, (C) Anh ấy là một thiên tài, (D) Điều đó đã được định đoạt."

Jamal (Dev Patel) là một người chơi trong phiên bản Ấn Độ của trò chơi truyền hình Who Wants to Be a Millionaire? (tiếng Hindi: Kaun Banega Crorepati, trò chơi tương tự Ai là triệu phú ở Việt Nam) do Prem Kumar (Anil Kapoor) dẫn chương trình. Anh đã thắng được 10 triệu rupee (khoảng 200.000 USD) và đã tiến tới câu hỏi cuối cùng, có giá trị 20 triệu rupee thì trò chơi hết giờ và sẽ tiếp tục vào hôm sau. Sau khi bị Prem Kumar tố cáo, cảnh sát đã nghi ngờ Jamal gian lận, vì các khả năng khác - rằng anh có kiến thức rất rộng, hay anh rất may mắn—đều khó có thể xảy ra.
Jamal sau đó giải thích rằng, trừ câu hỏi về siêu sao Bollywood Amitabh Bachchan là quá đơn giản, anh đều đã biết đáp án cho phần lớn các câu hỏi do tình cờ, vì những điều đó đã xảy ra trong cuộc đời anh, được chuyển tải qua một loạt các ký ức miêu tả thời niên thiếu của anh. Trong đó có các cảnh anh có được ảnh chân dung của Bachchan, cái chết của mẹ anh trong vụ bạo lực chống Hồi giáo (gợi đến cuộc tấn công chống Hồi giáo 1993 ở Mumbai trong khu ổ chuột), và làm sao anh và cậu anh trai Salim kết bạn với Latika (Rubina Ali). Anh gọi Salim và mình là Athos và Porthos, còn Latika là người Lính ngự lâm thứ ba, cái tên mà họ chưa bao giờ được biết.
Trong ký ức của Jamal, bọn trẻ đã được Maman (Ankur Vikal) đưa về khi đang sống trong bãi rác. Maman là một tên gangster (điều mà chúng không hề biết khi lần đầu gặp mặt) giả vờ điều hành một trại trẻ mồ côi nhằm "thu thập" những đứa trẻ đường phố để hắn có thể dạy cho chúng cách xin tiền. Salim (Azharuddin Mohammed Ismail) được lựa chọn vào bộ máy điều hành của Maman và được yêu cầu phải đưa Jamal (Ayush Mahesh Khedekar) đến gặp Maman để hắn làm cho cậu bị mù (giúp tăng số tiền xin được nếu làm thằng hát rong). Salim bảo vệ cho cậu em, và ba đứa trẻ cố chạy thoát thân, nhưng chỉ có cậu và Jamal là trốn được, bắt kịp một con tàu đang rời bánh. Latika chạy theo và nắm được tay Salim, nhưng Salim đã cố tình thả tay, và cô bé bị bỏ lại khi con tàu tăng tốc.
Hai anh em kiếm sống, du lịch trên nóc tàu, bán hàng, móc túi, và lừa đảo các du khách cả tin tại đền Taj Mahal bằng cách giả làm hướng dẫn viên du lịch. Jamal (Tanay Chheda) rốt cuộc cũng thuyết phục được người anh để cả hai quay về Mumbai vì cậu muốn tìm Latika, điều khiến Salim bực mình. Cuối cùng họ cũng tìm được cô bé, khám phá ra rằng cô bé (Tanay Chheda) được Maman nuôi dưỡng để làm gái mại dâm giỏi múa hát mà trinh tiết của cô bé sẽ được giá rất cao. Hai anh em đã cứu cô bé, nhưng bị Maman ngăn cản, rồi trong khi giằng co, Salim (Ashutosh Lobo Gajiwala) đã rút súng và bắn chết Maman. Salim sau đó lợi dụng sự việc cậu đã giết Maman để kiếm việc trong băng nhóm của Javed (Mahesh Manjrekar), một tên trùm đối thủ với Maman. Salim trở lại phòng nơi ba người đang ở và đuổi Jamal đi. Jamal, biết được anh trai của cậu ở đây chỉ để chiếm hữu Latika, đã lao vào đánh người anh trước khi bị Salim vật lại và rút khẩu súng lục ổ quay đe dọa giết cậu. Latika can thiệp và bảo Jamal hãy đi đi, hy sinh bản thân cô để giữ cho cậu được an toàn. Do bị người của Maman truy tìm, Salim và Latika đã trốn đến một nơi khác, để lại Jamal một mình tự xoay xở nuôi sống bản thân.
Nhiều năm sau, Jamal có được một chân phục vụ trà nước tại trung tâm điện thoại. Khi cậu được nhờ thay chỗ một anh bạn đồng nghiệp trong vài phút, cậu đã tìm kiếm Salim và Latika trên dữ liệu điện thoại và liên lạc được với Salim (Madhur Mittal), người giờ đã là một kẻ có uy trong tổ chức của Javed. Jamal gặp mặt một Salim tỏ vẻ hối hận trong cơn giận dữ. Cậu hỏi Salim Latika đang ở đâu. Salim, tức giận và hoang mang vì đứa em trai vẫn quan tâm đến cô gái, trả lời rằng cô ta đã "đi xa". Salim mời Jamal đến sống chung với cậu. Sau đó Jamal bí mật theo dõi Salim đến nhà của Javed, cậu nhìn thấy Latika (Freida Pinto) ở đó, và cô cũng trông thấy cậu. Cậu tìm cách đột nhập vào, ban đầu giả vờ làm đầu bếp rồi lại là người rửa chén. Jamal và Latika đã có một cuộc tái ngộ đầy cảm xúc, nhưng sự hân hoan nhanh chóng chuyển thành thất vọng sau khi Jamal khám phá ra Latika đã kết hôn với Javed. Jamal thuyết phục Latika trốn đi với cậu. Cô cự tuyệt và yêu cầu cậu hãy quên cô và rời khỏi đó lập tức, nhưng Jamal vẫn khẳng định tình yêu của mình với cô và hứa sẽ đợi cô hàng ngày vào lúc 5 giờ chiều tại nhà ga lớn nhất Mumbai, Ga cuối Chhatrapati Shivaji (C.S.T.), đến khi cô đến. Một ngày, khi Jamal đang đợi ở đó, Latika đã tìm đến gặp cậu, nhưng cô bị Salim và đám người của Javed bắt lại. Javed đã rạch một đường lên mặt cô khi Salim lái xe đi, để lại một Jamal giận dữ cùng với đám đông hiếu kỳ.
Một lần nữa Jamal mất liên lạc với Latika khi Javed chuyển đến một căn nhà khác ở ngoại ô Mumbai. Để tìm Latika, Jamal thử xuất hiện ở một trò chơi truyền hình phổ biến, Ai là triệu phú, bởi cậu biết rằng cô sẽ xem chương trình đó. Cậu đã tiến được đến câu hỏi cuối cùng, mặc cho thái độ thù địch của người dẫn chương trình khi mớm cho Jamal đáp án sai trong khi giải lao. Vào cuối chương trình, Jamal chỉ còn một câu hỏi nữa để đạt số tiền 20 triệu rupee (khoảng 400.000 USD), nhưng người dẫn chương trình đã gọi cảnh sát bắt cậu đến sở, tại đó cậu đã bị tra tấn để khai ra làm sao cậu, một "con chó khu ổ chuột", lại có thể biết được đáp án của quá nhiều câu hỏi như vậy. Sau khi Jamal kể cho ông thanh tra cảnh sát nghe toàn bộ câu chuyện, giải thích tại sao kinh nghiệm sống của cậu lại tình cờ giúp cậu trả lời từng câu hỏi một, ông thanh tra đã gọi lời giải thích của Jamal là "hợp lý một cách kỳ quái" và, biết rằng cậu không tham gia vì tiền, đã cho phép cậu trở lại chương trình để dự thi câu hỏi cuối.
Tại bản doanh của Javed, Latika đã theo dõi bản tin về phần thi thần kỳ của Jamal tại chương trình. Salim đưa cho Latika điện thoại của cậu và chìa khóa ô tô. Cậu giục cô chạy trốn và "tha lỗi cho cậu vì những gì cậu đã làm". Câu hỏi cuối cùng hỏi về tên của người lính ngự lâm thứ ba trong câu chuyện Ba chàng lính ngự lâm là gì. Khi Jamal sử dụng quyền trợ giúp Gọi cho người bạn để gọi cho Salim, Latika vừa kịp trả lời điện thoại và họ lại kết nối được với nhau. Cô cũng không biết đáp án cho câu trả lời cuối nhưng nói với Jamal rằng cô đã an toàn và rằng "Em là của anh" bằng tiếng Hindi (không được phụ đề) trước khi hết 30 giây. Jamal đoán được đáp án chính xác (Aramis) cho câu hỏi về người lính ngự lâm mà những đứa trẻ chưa bao giờ biết đến, và thắng được số tiền cao nhất. Cũng lúc đó, Salim bị phát hiện đã giúp Latika trốn thoát và để mình bị bắn trong bồn tắm đầy tiền sau khi đã bắt chết Javed. Câu nói cuối cùng của Salim là "Ông trời thật vĩ đại". Cuối đêm đó, Jamal và Latika gặp lại nhau tại ga xe lửa và họ đã chia sẻ một nụ hôn. Sau đó cảnh phim đưa ra đáp án đúng cho câu hỏi vào đầu phim "D) Điều đó đã được định đoạt," ý nói rằng đó là số phận. Vào đoạn giới thiệu đoàn làm phim vào cuối phim, trong một cảnh phim gợi đến nhiều bộ phim ca nhạc Bolywood, Jamal và Latika - cùng với rất nhiều người khác và cả các nhân vật niên thiếu của họ - đã nhảy múa trong ga xe lửa C.S.T với bài hát "Jai Ho", một tựa đề cô đọng sự chiến thắng.

## Bảng phân vai
- Dev Patel trong vai nhân vật chính Jamal Malik, một cậu bé người Ấn Độ theo đạo Hồi trong khu ổ chuột Bombay/Mumbai.[7] Đạo diễn Boyle đã tuyển hàng trăm đứa trẻ Bollywood và nhận xét rằng hầu hết đểu ở dạng "khỏe mạnh, đẹp trai và anh hùng". Con gái của Boyle đã chỉ cho ông thấy người thích hợp Dev Patel từ vai diễn của cậu trong loạt phim truyền hình Anh quốc Skins.[8][9]
  - Ayush Mahesh Khedekar trong vai Jamal lúc mới đầu
  - Tanay Chheda vai Jamal lúc thiếu niên
- Freida Pinto vai Latika, cô gái mà Jamal yêu. Pinto là một người mẫu và trước đó chưa bao giờ đóng phim.[8] Giải thích cho chiếc khăn choàng độc đáo mà cô mặc trong phim, nhà thiết kế Suttirat Anne Larlarb nói, "Tôi muốn tạo dấu ấn kết thúc cho cả bộ phim — làm nên sự liên kết giữa chiếc váy màu vàng cô ấy mặc khi còn là đứa trẻ và diện mạo cuối cùng của cô ấy."[10]
  - Rubina Ali trong vai Latinka thời thơ ấu
  - Tanvi Ganesh Lonkar vai Latinka thời niên thiếu
- Madhur Mittal vai Salim Malik, anh trai Jamal
  - Azharuddin Mohammed Ismail vai Salim lúc nhỏ
  - Ashutosh Lobo Gajiwala vai Salim thời niên thiếu
- Anil Kapoor vai Prem Kumar, người dẫn chương trình Who Wants to Be a Millionaire? phiên bản Ấn Độ - Kaun Banega Crorepati. Ban đầu, đạo diễn Danny Boyle giao vai diễn này cho Shahrukh Khan,[11] người từng dẫn dắt chương trình trên vào năm 2007 nhưng không mang lại kết quả như mong đợi. Sau vai diễn trên, Anil Kapoor tham gia chương trình Kaun Banega Crorepati vào năm 2012 và giành được phần thưởng trị giá 5.000.000 rupee.
- Irrfan Khan vai the thanh tra cảnh sát
- Saurabh Shukla as Head Constable Srinivas
- Mahesh Manjrekar as Javed, the crime boss and the main antagonist.
- Ankur Vikal as Maman
- Rajendranath Zutshi as the Millionaire show producer
- Sanchita Choudhary as Jamal's mother

## Những khác biệt so với cuốnQ & A
Phim được nhận xét có rất nhiều thay đổi so với phiên bản truyện, rất nhiều chi tiết bị lược bớt; thay vào đó là chuyện tình của hai nhân vật chính được nổi bật lên, đoàn làm phim đã khắc họa điều đó hết sức thành công tuy nhiên đã khiến nhiều tình tiết trở nên phi lý và ít được thực tế bằng truyện! Vụ náo loạn Hindu-Hồi giáo tại Bombay không có mặt trong cuốn sách, vì tín ngưỡng hay sắc tộc của nhân vật chính không nói rõ trong sách. Cũng trong truyện, nhân vật Jamal có tên là 'Ram Mohammad Thomas'. Cậu đã được những người lớn trong làng đặt một cái tên Hindu, một cái tên Hồi giáo, và một cái tên Kitô giáo để giữ sự cân bằng giữa tất cả các cộng đồng tôn giáo sau khi mẹ cậu bỏ rơi cậu khi sinh. Không giống Jamal, Ram không có một người anh nào cả, thay vào đó Salim là đứa bạn thân nhất của cậu trong truyện. Cậu lớn lên trong một trại mồ côi, và 'những người anh' duy nhất của cậu là những đứa trẻ trong trại. Cậu chưa bao giờ biết mặt mẹ mình. Ram được các tu sĩ Thiên chúa giáo nuôi nấng khi còn nhỏ, nhờ đó mà cậu được học tiếng Anh, rồi bị một tu sĩ viếng thăm gây phiền nhiễu. Các cảnh tu sĩ không có trong kịch bản phim, và bộ phim cũng không giải thích là thế nào Jamal lại nói được tiếng Anh trôi chảy. Trong sách, Latika không phải là một cô bạn thời niên thiếu mà là một gái mại dâm có tên là Nita, người mà Ram ngã lòng yêu khi cậu vào một nhà thổ lúc 17 tuổi.

## Giải thưởng - 95 giải
- Academy Awards (2009) - Giải Oscar của Viện Hàn Lâm Khoa học và Nghệ thuật Điện ảnh Mĩ

- Best Achievement in Cinematography: Anthony Dod Mantle

- Đạo diễn xuất sắc nhất: Danny Boyle

- Biên tập phim xuất sắc nhất: Chris Dickens

- Best Achievement in Music Written for Motion Pictures, Original Score: A.R. Rahman

- Best Achievement in Music Written for Motion Pictures, Original Song: A.R. Rahman (music), Sampooran Singh Gulzar (lyrics) - For the song "Jai Ho"

- Best Achievement in Sound: Ian Tapp, Richard Pryke, Resul Pookutty

- Phim hay nhất: Christian Colson

- Best Writing, Screenplay Based on Material Previously Produced or Published: Simon Beaufoy
- American Cinema Editors, USA (Eddie Award) (2009) Hiệp hội các nhà biên tập phim Mĩ

- Best Edited Feature Film (Dramatic): Chris Dickens
- American Society of Cinematographers, USA (ASC Award) (2009) Hiệp hội các nhà quay phim Mĩ

- Outstanding Achievement in Cinematography in Theatrical Releases: Anthony Dod Mantle
- Art Director Guild (2009) Hiệp hội Chỉ đạo nghệ thuật phim

- Excellence in Production Design Award - Contemporary Films: Mark Digby (Production designer)
- Austin Film Festival (2008)

- Audience Award - Out of Competition Feature: Danny Boyle (director), Simon Beaufoy (writer)
- BAFTA Film Award (British Academy of Film and Television Arts) (2009) Viện Hàn Lâm nghệ thuật điện ảnh và truyền hình Anh

- Best Cinematography: Anthony Dod Mantle

- Best Director: Danny Boyle

- Best Editing: Chris Dickens

- Best Film: Christian Colson

- Best Music: A.R. Rahman

- Best Screenplay - Adapted: Simon Beaufoy

- Best Sound: Glenn Freemantle, Resul Pookutty, Richard Pryke, Tom Sayers, Ian Tapp
- Black Reel Awards (2008)

- Nam diễn viên xuất sắc nhất: Dev Patel

- Best Breakthrough Performance: Dev Patel

- Nhạc phim hay nhất
- Boston Society of Film Critics Awards (2008)

- Biên tập phim hay nhất: Chris Dickens

- Phim hay nhất (Tied with WALL·E)
- British Independent Film Awards (2008) Giải phim độc lập Anh

- Best British Independent Film

- Đạo diễn xuất sắc nhất: Danny Boyle

- Nghệ sĩ mới triển vọng nhất: Dev Patel
- Broadcast Film Critics Association Awards (Critics Choice Award) (2009) Hiệp hội các nhà phê bình

- Best Composer: A.R. Rahman

- Best Director: Danny Boyle

- Best Picture

- Best Writer: Simon Beaufoy

- Best Young Actor/Actress (Under 21): Dev Patel
- Camerimage (2008)

- Goden Frog: Anthony Dod Mantle
- Central Ohio Film Critics Association (COFCA Award) (2009)

- Best Director: Danny Boyle

- Best Screenplay - Adapted: Simon Beaufoy
- Chicago Film Critics Association Awards (2008)

- Best Director: Danny Boyle

- Best Screenplay, Adapted: Simon Beaufoy

- Most Promising Performer: Dev Patel
- Chicago International Film Festival (2008)

- Audience Choice Award: Danny Boyle (Tied with The Boy in the Striped Pyjamas)
- Cinema Audio Society, USA (C.A.S Award)(2009)

- Outstanding Achievement in Sound Mixing for Motion Pictures
- Costume Designers Guild Awards (CDG Award)(2009)

- Excellence in Costume Design for Film - Contemporary: Suttirat Anne Larlarb
- Dallas-Fort Worth Film Critics Association Awards (2008)

- Best Director: Danny Boyle

- Best Picture
- Directors Guild of America Award (DGA Award)(2009) Hiệp hội Đạo diễn Mĩ

- Best Director: Danny Boyle
- Evening Standard British Film Awards (2009)

- Best Technical Achievement: Mark Digby (production designer)
- Film Critics Circle of Australia Awards (FCCA Award) (2009)

- Best Foreign Film - English Language: Danny Boyle
- Florida Film Critics Circle Awards (FFCC) (2008)

- Best Director: Danny Boyle

- Best Picture

- Best Screenplay: Simon Beaufoy
- Golden Globes (2009) Quả Cầu Vàng

- Best Director - Motion Picture: Danny Boyle

- Best Motion Picture - Drama

- Best Original Score - Motion Picture: A.R. Rahman

- Best Screenplay - Motion Picture: Simon Beaufoy
- Image Awards

- Outstanding Independent Motion Picture
- Kansas City Film Critics Circle Awards (KCFCC) (2009)

- Best Film

- Best Screenplay - Adapted: Simon Beaufoy
- London Critics Circle Film Awards

- British Film of the year

- British Director of the year: Danny Boyle

- Screenplay of the year: Simon Beaufoy
- Los Angeles Film Critics Association Awards (LAFCA) (2008)

- Best Director: Danny Boyle
- Motion Picture Sound Editors, USA - Golden Reel Award (2009)

- Best Sound Editing - Sound Effects, Foley, Dialogue and ADR in a Foreign Feature Film
- National Board of Review (NBR) (2008) Ủy ban phê bình điện ảnh quốc gia Mĩ

- Best Breakthrough Performance - Male: Dev Patel

- Best Film

- Best Screenplay - Adapted: Simon Beaufoy
- National Society of Film Critics Awards, USA (NSFC Award) (2009)

- Best Cinematography: Anthony Dod Mantle
- New York Film Critics Circle Awards (NYFCC Award) (2008)

- Best Cinematography: Anthony Dod Mantle
- Online Film Critics Society Awards (OFCS Award) (2009)

- Best Editing: Chris Dickens
- Producers Guild of America Awards (PGA Awards) (2009)-Hiệp hội các nhà sản xuất Mĩ

- Motion Picture Producer of the Year Award - Theatrical Motion Pictures: Christian Colson
- Phoenix Film Critics Society Awards (PFCS Award) (2008)

- Best Director: Danny Boyle

- Best Film Editing: Chris Dickens

- Best Performance by a Youth - Male: Ayush Mahesh Khedekar

- Best Picture

- Best Screenplay Adapted from Another Medium: Simon Beaufoy

- Breakout on Camera: Dev Patel
- Rotterdam International Film Festival (2009)

- Audience Award: Danny Boyle, Loveleen Tandan

- MovieZone Award:Danny Boyle, Loveleen Tandan
- San Diego Film Critics Society Awards (SDFCS Award) (2008)

- Best Cinematography: Anthony Dod Mantle

- Best Director: Danny Boyle

- Best Editing: Chris Dickens

- Best Picture: - Best Score: A.R. Rahman

- Best Screenplay, Adapted: Simon Beaufoy
- Satellite Awards (2008)

- Best Director: Danny Boyle

- Best Motion Picture, Drama

- Best Original Score: A.R. Rahman
- Screen Actors Guild Awards (2009)-Hiệp hội Diễn viên Mĩ

- Outstanding Performance by a Cast in a Motion Picture:
Rubiana Ali, Tanay, Chheda, Ashutosh Lobo Gajiwala, Azharuddin Mohammed Ismail, Anil Kapoor, Irrfan Khan, Ayush Mahesh Khedekar, Tanvi Ganesh Lonkar, Madhur Mittal, Dev Patel, Freida Pinto
- Southeastern Film Critics Association Awards (SEFCA) (2008)

- Best Director: Danny Boyle

- Best Screenplay, Adapted: Simon Beaufoy
- St. Louis International Film Festival (2008)

- Audience Choice Award - Best International Feature: Danny Boyle
- Toronto International Film Festival (2008)

- People's Choice Award: Danny Boyle
- USC Scripter Award (2009)

- Simon Beaufoy (screenwriter), Vikas Swarup (author)
- Washington DC Area Film Critics Association Awards (WAFCA Award)(2008)

- Best Adapted Screenplay: Simon Beaufoy

- Best Breakthrough Performance: Dev Patel

- Best Director: Danny Boyle

- Best Film
- Writers Guild of America (WGA Award) (2009) Hiệp hội Biên kịch Mĩ

- Best Adapted Screenplay: Simon Beaufoy